# Fatman Scoop
Fatman Scoop, pseudonimo di Isaac Freeman III (New York, 6 agosto 1971 – Hamden, 30 agosto 2024), è stato un rapper e conduttore radiofonico statunitense.

## Biografia
Divenne famoso come hype-man, per le sue entrate in scena selvagge, caratterizzate da urla a voce altissima. Raggiunse particolare notorietà con il singolo Be Faithful (2003) che arrivò alla prima posizione nelle classifiche del Regno Unito e dell'Irlanda, e alla quinta in Australia. Per questa hit, il rapper ricorse alla collaborazione dei Crooklyn Clan e incluse molti samples da artisti come Jay-Z, Faith Evans e Black Sheep. La canzone prese il nome dal campione del cantato di Faith Evans Love Like This.
La successiva hit It takes two raggiunse la top 10 in UK, la top 20 in Irlanda e la top 40 in Australia nel 2004.
Nel 2005 Fatman Scoop intervenne in due canzoni da hit parade, nel singolo di Mariah Carey It's Like That, e con Missy Elliott in Lose Control.
Fatman Scoop fu conduttore del suo personale show sulla famosa radio di New York WQHT FM) Hot 97.
Nel 2014 prese parte al progetto musicale di Dj Mesta intitolato Let Loose  con la cantante canadese Shalli prodotto dall'etichetta italiana 1st Pop di Marco Pollini, che ottenne un buon riscontro in Francia e Spagna, suonatissimo da molti Dj e contenuto nella colonna sonora del film Le badanti.
Morì il 30 agosto 2024 all'età di 53 anni, collassando sul palcoscenico durante un'esibizione ad Hamden in Connecticut.

## Discografia

### Album
- 2007 - Fatman Scoop's Party Breaks: Volume 1

### Singoli
- 2003 - Be Faithful (featuring The Crooklyn Clan)
- 2003 - It Takes Scoop (featuring The Crooklyn Clan)
- 2004 - In the Club
- 2006 - Dance! (featuring Lumidee and Goleo VI)
- 2006 - U Sexy Girl (featuring Elephant Man and Jabba)
- 2007 - Talk 2 Me (featuring Ken)

### Featured singoli
- 2001 - Drop (Timbaland & Magoo featuring Fatman Scoop)
- 2005 - Lose Control (Missy Elliott featuring Ciara and Fatman Scoop)
- 2006 - Take the Lead (Wanna Ride) (Bone Thugs-n-Harmony and Wisin & Yandel featuring Melissa Jiménez & Fatman Scoop)
- 2007 - Behind the Cow (Scooter featuring Fatman Scoop)
- 2008 - Turn Around (The Crooklyn Clan featuring Fatman Scoop and Afroman)
- 2009 - Just a little bit (Claudia Cream featuring Fatman Scoop)
- 2010 - Please don't break my heart (Kalomira featuring Fatman Scoop)
- 2011 - Boy & Girls (Steve Forest feat. Club Dogo & Fatman Scoop)
- 2012 - Rock The Boat (Bob Sinclar feat. Pitbull, Dragonfly & Fatman Scoop)
- 2012 - Raise The Roof (Hampenberg & Alexander Brown Feat. Pitbull, Fatman Scoop & Nabiha)
- 2014 - Don't Stop The Madness (Hardwell & W&W Feat. Fatman Scoop)
- 2014 - Let Loose (Dj Mesta feat.Fatman Scoop & Shalli)
- 2014 - "Recess" (Skrillex & Kill the Noise feat. Fatman Scoop & Michael Angelakos)
- 2015 - Lose Control (Landis & Crespo feat. Fatman Scoop)
- 2015 - SQUAD OUT! (Skrillex & Jauz feat. Fatman Scoop)
- 2015 - Here We Go (Joel Fletcher, J-Trick, Fatman Scoop)
- 2015 - Money (Ephwurd feat. Fatman Scoop)
- 2015 - Knocks me out (franques e tuna ft Fatman scoop)
- 2022 - On My Way (MasterM feat. Fatman Scoop, Vanessa Elly, Kay)

### Featured remix
- 2009 - The Time (Dirty Bit) (Owen Breeze & Manuel 2Santos Remix) (The Black Eyed Peas feat. Fatman Scoop)
- 2009 - One Love (Chuckie Remix) (David Guetta feat. Estelle & Fatman Scoop)
- 2012 - Danza kuduro (Summer Edition Remix) (Don Omar feat. Lucenzo & Fatman Scoop)

## Awards e nomination
- 2005 - Grammy Award for Best Rap Song - Nomination - (Lose Control, con Missy Elliott e Ciara)
- 2005 - Grammy Award for Best Short Form Music Video - Won - (Lose Control, con Missy Elliott e Ciara)
- 2006 - Soul Train Music Award for Best R&B/Soul or Rap Dance Cut (Lose Control, con Missy Elliott e Ciara)